# ブラーバ (掃除機)

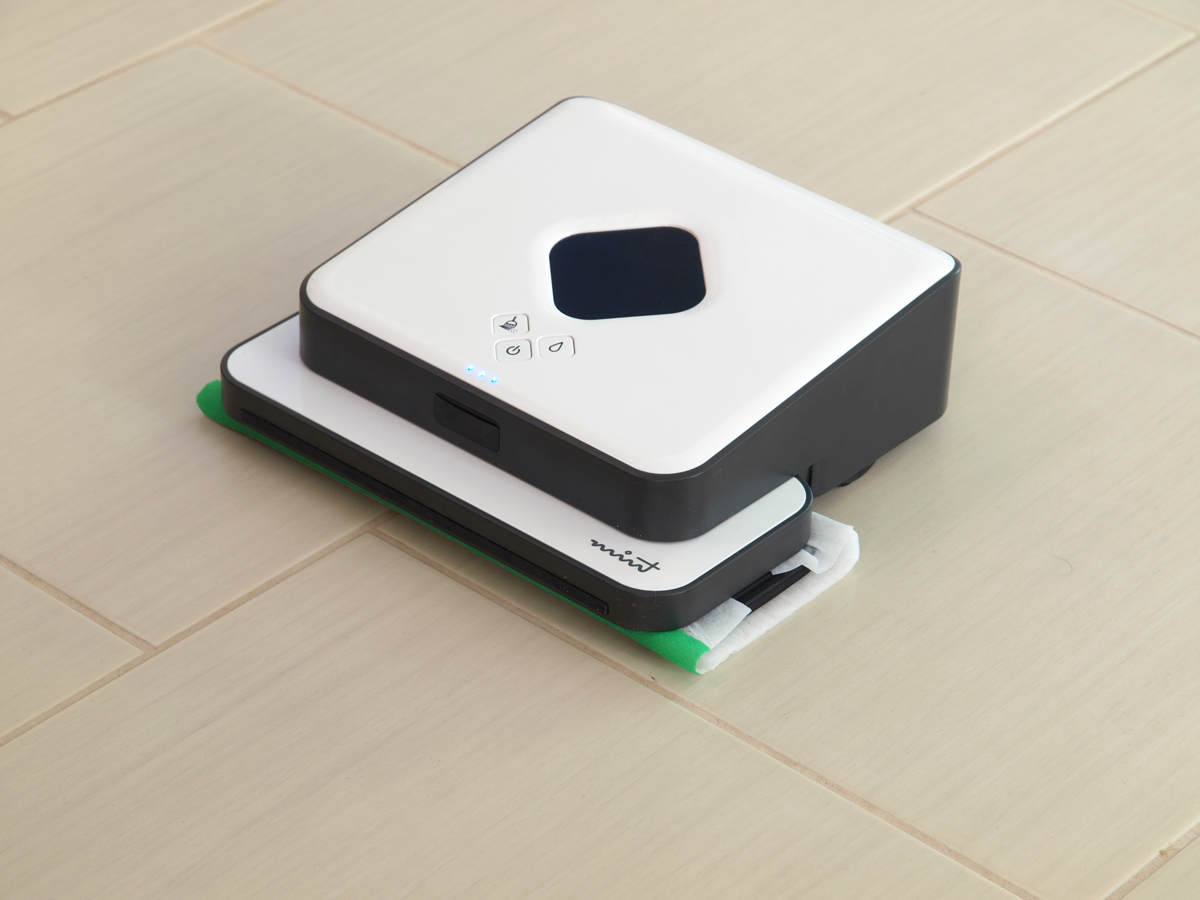
ミント オートマティックフロアクリーナー

ブラーバ（英語: Braava）は、アイロボット（英語: iRobot）が製造・販売する床拭きロボットである。
アメリカ合衆国カリフォルニア州を拠点とするエボリューション・ロボティックス（英語: Evolution Robotics）は、2010年に床拭きロボットミント（英語: Mint）の販売を開始し、翌2011年にはミント・プラス（英語: Mint Plus）が追加された。
2012年にアメリカ合衆国マサチューセッツ州を拠点とするアイロボットが、エボリューション・ロボティックスの買収したことを発表し、ミント製品群はアイロボットの販売網で販売されることとなった。
2013年、ミントとミント・プラスはブラーバと改名され、それぞれブラーバ320とブラーバ380tとされた。のちにブラーバ300シリーズと呼ばれることになる製品群である。

## 誘導アルゴリズム
ブラーバ300シリーズは、付属のノーススターキューブ（英語: NorthStar Cube）が天井に反射する不可視光線により現在位置を判断できるエボリューション・ロボティックスの独自技術ノーススターナビゲーションシステム（英語: NorthStar Navigation System）を利用することで、ブラーバ本体に搭載されている各種センサーの働きで部屋の形状などを把握するよりも、より広い面積を正確に掃除できるとしている。
ブラーバジェット200シリーズおよびブラーバmシリーズでは、ルンバで実績があるアイロボットの独自技術アイアダプト（英語: iAdapt®）に変更している。

## 機種

### 北米地域販売機種
ブラーバ300シリーズ
オリジナル
- Mint™ Automatic Floor Cleaner, 4200 - 2010年1月7日発表。
- Mint® Automatic Robotic Floor Cleaner with Pro-Clean System, 4205
- iRobot® Mint® 4200 Automatic Floor Cleaner, M4200
- iRobot® Braava™ 320 Floor Mopping Robot, B320020 - 2013年08月22日発表。

プラス
- Mint® Plus Automatic Robotic Floor Cleaner, 5200
- iRobot® Mint®+ 5200 Automatic Floor Cleaner, M5200

プラス（急速充電器付）
- Mint® Plus Automatic Robotic Floor Cleaner with Cradle, 5200C
- iRobot® Mint®+ 5200 Automatic Floor Cleaner With Turbo Charge Cradle, M5200C
- iRobot® Braava™ 380t Floor Mopping Robot, B380020 - 2013年08月22日発表。

ブラーバジェット200シリーズ
- iRobot® Braava jet® 240 Robot Mop, B240020 - 2016年3月15日発表。

ブラーバmシリーズ
- iRobot® Braava jet® m6(6110) Wi-Fi® Connected Robot Mop, m611020 - 2019年5月29日発表。

### 日本国内販売機種
ブラーバ300シリーズ
日本での販売は、2011年（平成23年）10月からエボリューション・ロボティックスの代理店であるオークローンマーケティングが、2014年（平成26年）7月4日からアイロボットの代理店であるセールス・オンデマンドが 、2017年（平成29年）4月からはアイロボットの日本法人であるアイロボットジャパンが販売している。
オリジナル
- ミント オートマティックフロアクリーナー - 2011年（平成23年）10月発売。

プラス
- 床拭きロボット ブラーバ371j, B371060 - 2015年（平成27年）6月15日発売。

プラス（急速充電器付）
- 床拭きロボット ブラーバ380j, B380065 - 2014年（平成26年）7月4日発売。
- 床拭きロボット ブラーバ390j, B390060 - 2019年（令和元年）6月7日発売。

ブラーバ ジェット200シリーズ
- 床拭きロボット ブラーバ ジェット240, B240060 - 2016年（平成28年）8月26日発売。
- 床拭きロボット ブラーバ ジェット250, B250060 - 2019年（令和元年）6月7日発売。

ブラーバmシリーズ
- 床拭きロボット ブラーバ ジェットm6, M613860 - 2019年（令和元年）7月26日発売。

### リトアニア国内販売機種
リトアニアでのi販売を担うアイロボットの代理店は2017年にTerra Virtualaから、Mano Robotasに変更された。
ブラーバ300シリーズ
- iRobot Braava™ 380 Drėgno valymo robotas
- iRobot Braava™ 380T Drėgno valymo robotas, B380045
- iRobot Braava™ 390T Drėgno valymo robotas, B390045

ブラーバ ジェット200シリーズ
- iRobot Braava jet™ 240 Drėgno valymo robotas, B240040

ブラーバmシリーズ
- iRobot Braava jet™ m6 Drėgno valymo robotas, m613840